# III Liceum Ogólnokształcące im. św. Jana Kantego w Poznaniu
III Liceum Ogólnokształcące im. św. Jana Kantego w Poznaniu – liceum ogólnokształcące.

## Historia
Budynek, w którym obecnie mieści się szkoła służył niemieckiemu gimnazjum już od 1834 r. Gmach dzisiejszego Liceum Ogólnokształcącego im. św. Jana Kantego jest związany z dziejami byłej dzielnicy pruskiej. Składa się on z trzech części. Najmniejsza i najniższa część, czyli narożnik ul. Strzeleckiej i Strzałowej była początkowo jednopiętrowym domem prywatnym należącym do niemieckiego drogomistrza Hoffmana, większym od innych, uboższych domostw. Dom ten stał się w 1833 własnością państwową. Był też zaczątkiem dla drugiej nieco wyższej części gmachu przy ulicy Strzeleckiej (wybudowanej w 1856), w której mieści się obecnie szkolna aula. Trzecią część – 2-piętrowe boczne skrzydło dobudowano w roku 1873.

### Gimnazjum Bergera
Gotthilf Berger – niezwykle przedsiębiorczy Niemiec zebrał w dojrzałych latach swojego życia pokaźny kapitał. Szczęśliwie żonaty z panią Treppmacher nie miał szczęścia w dzieciach. Nie mając komu zapisać majątku zaczął się udzielać jako społecznik. Najpierw w 1853 roku przy ul. Wrocławskiej powstała Szkoła Realna. Niemały wkład w jej utworzenie obok G. Bergera miał Edward Raczyński. Jednak to ten pierwszy wespół z Hipolitem Cegielskim byli realizatorami zamierzenia. W szkole niższej obok niemieckich powstały klasy polskie, a połowa nauczycieli wywodziła się od Piasta. To był jednak dopiero początek sponsoringu Bergera.
W 1861 roku G. Berger podarował miastu 50 tysięcy talarów na budowę nowego gmachu dla Szkoły Realnej. Jej budowę przy ul. Strzeleckiej rozpoczęto rok później. W dokumencie darowizny podkreślono, że szkoła ta będzie przyjmować uczniów bez względu na narodowość i wyznanie. W 1865 roku do gmachu w neoromańskim stylu weszli pierwsi uczniowie. Do ich dyspozycji oddano pierwszą w Poznaniu salę gimnastyczną, kilkadziesiąt sal lekcyjnych, trzy laboratoria. Tuż przed śmiercią w 1874 roku Berger zapisał miastu kolejne 150 tysięcy talarów. Z tych pieniędzy stworzono między innymi przytułek dla starców na Wildzie.

### Gimnazjum Fryderyka Wilhelma

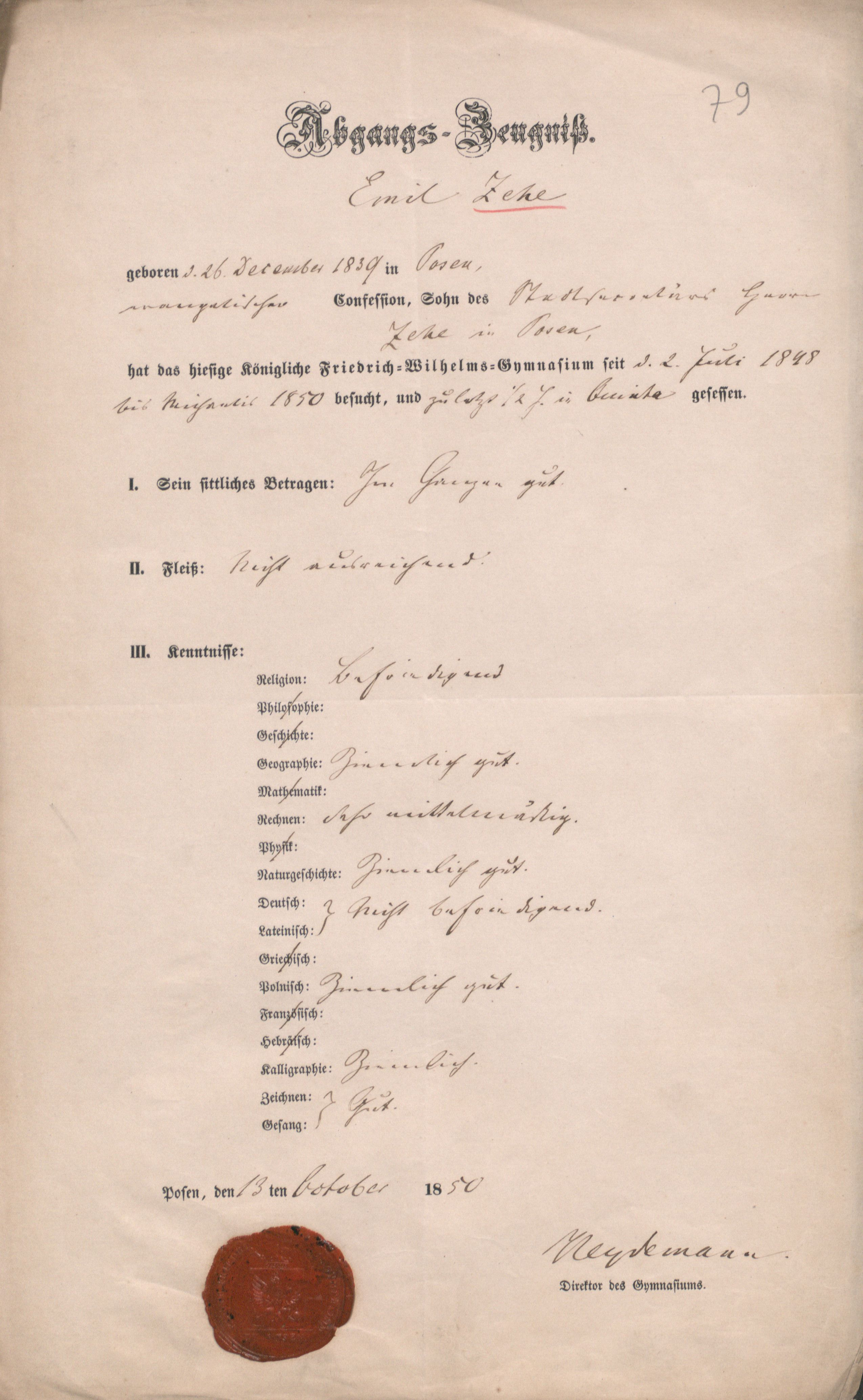
Świadectwo ucznia Gimnazjum Fryderyka Wilhelma w Poznaniu (miejsce przechowywania: Archiwum Państwowe w Poznaniu)

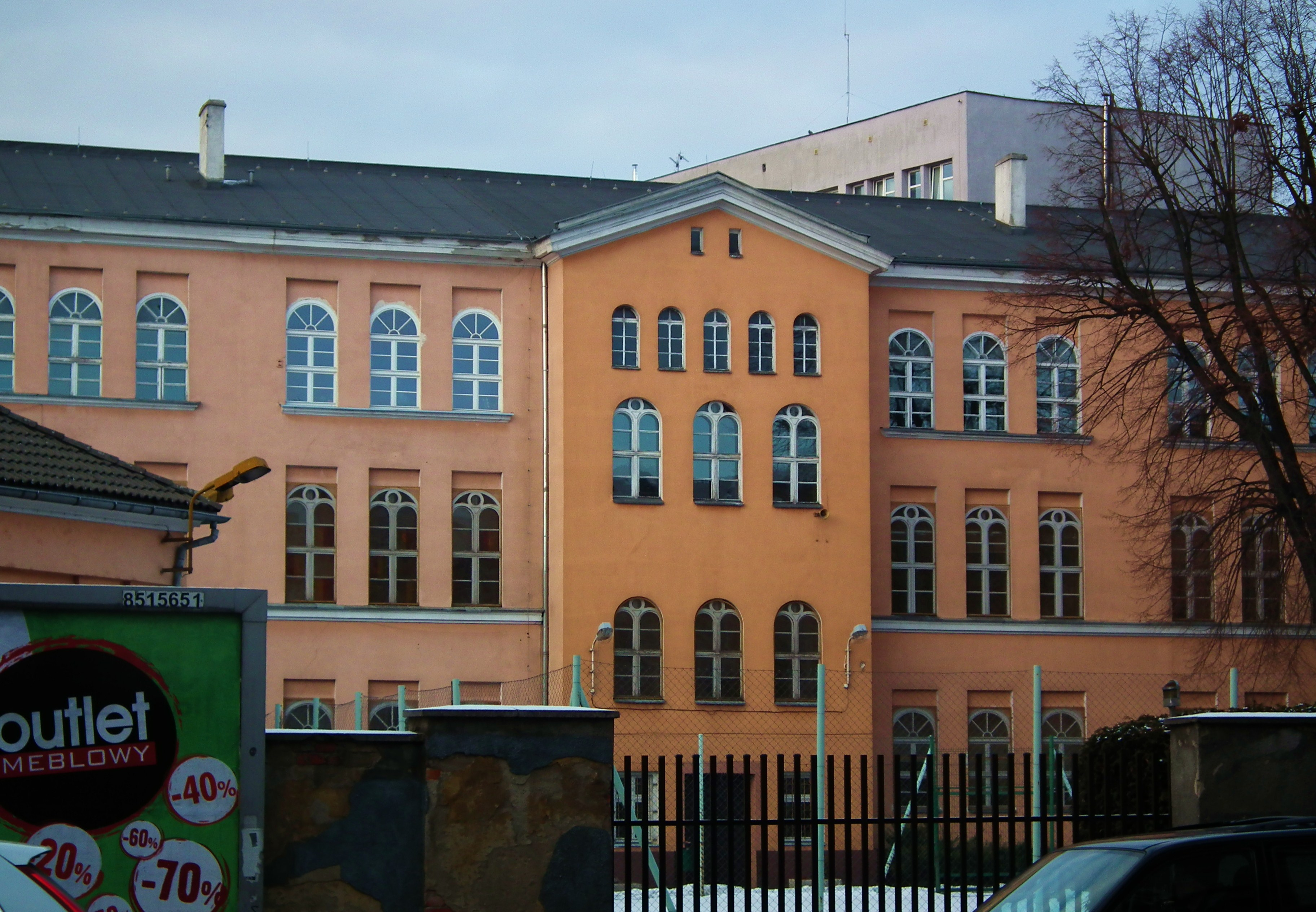
Elewacja tylna

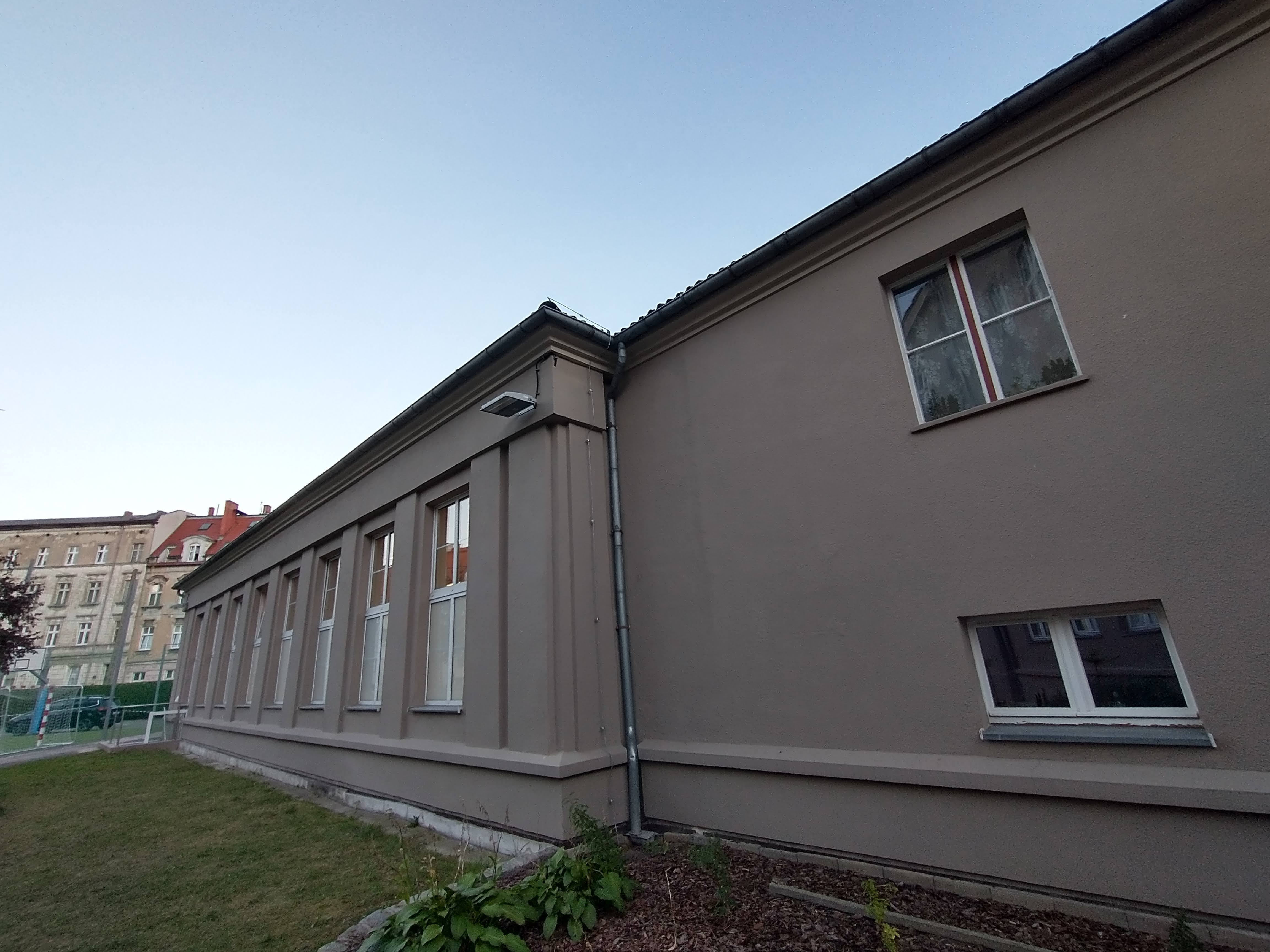
Sala gimnastyczna

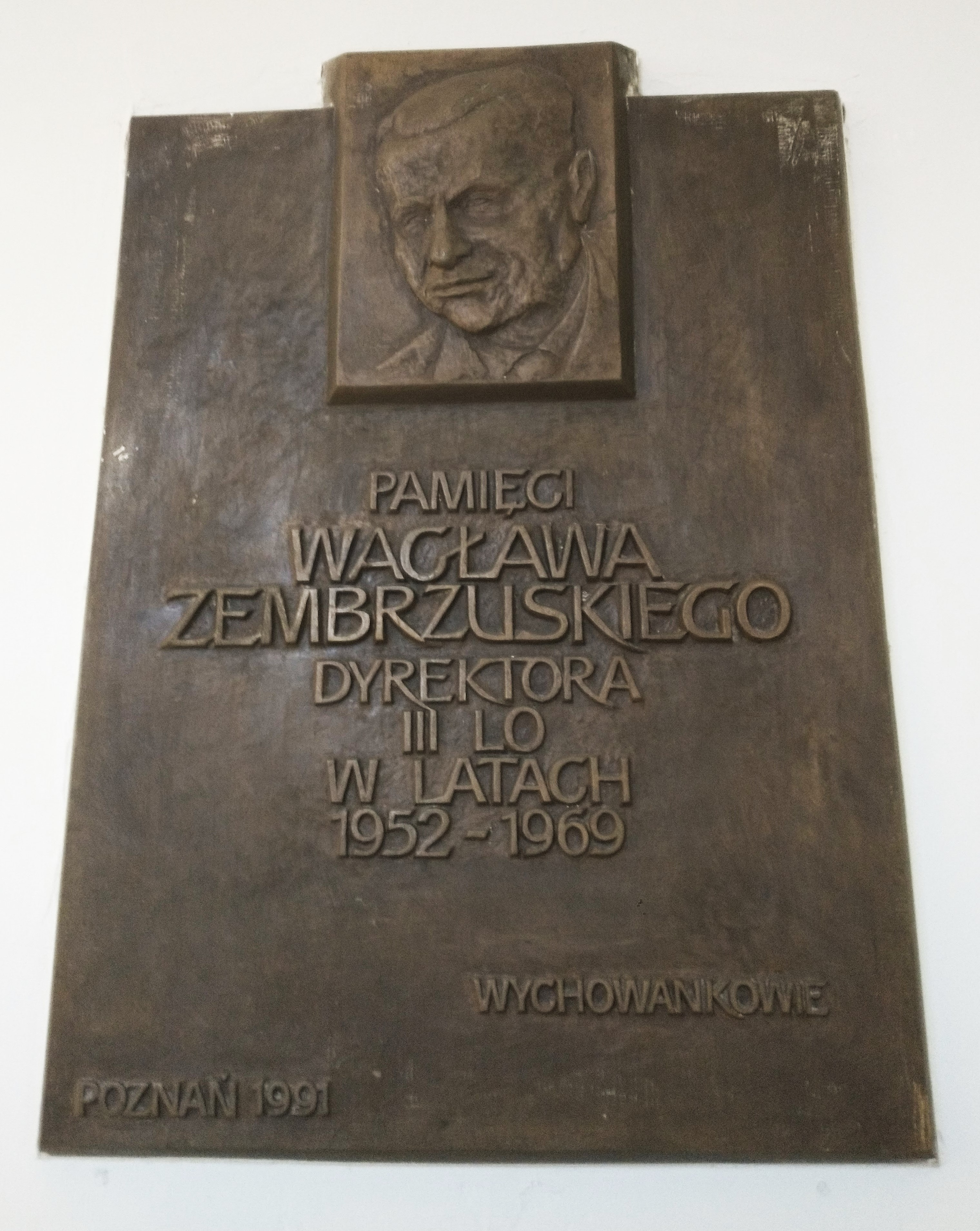
Tablica Wacława Zembrzuskiego

Wymienione etapy rozwojowe gmachu szły w parze z rozwojem eksterminacyjnej polityki Prus wobec rdzennego pnia polskiej ludności zaboru. Wrogą akcję wykorzenienia polskości w zaborze pruskim zapoczątkował Eduard Heinrich Flottwell. Jednym z elementów wynaradawiania miało być przejęcie ścisłej kontroli nad wychowaniem, które miało być nadzorowane. Z tego powodu nastąpiło rozbicie jedynego „królewskiego” gimnazjum w Poznaniu na dwa odrębne zakłady: katolickie pod wezwaniem św. Marii Magdaleny i ewangelickie pod nazwą Fryderyka Wilhelma. Co prawda taki układ nie był dokładnie celem Flottwella, chciał on w ten sposób umożliwić silniejszą germanizację gimnazjum św. Marii Magdaleny. Fundusze na organizację nowej jednostki pozyskano z grzywien i kar nałożonych na uczestników powstania listopadowego. 5 czerwca 1833 zakupiono posesję na skrzyżowaniu ul. Strzeleckiej i Strzałowej wraz z ogrodem sięgającym aż do ulicy Długiej, powiększaną następnie wraz ze wzrostem liczby uczniów. Zakupione i dobudowane budynki mieściły w sobie niemieckie gimnazjum Fryderyka Wilhelma w ciągu 84 lat (1834-1920). Jednym z najbardziej znanych uczniów gimnazjum w tym czasie był Max von Laue, późniejszy fizyk-noblista Ewangelicko-niemiecki charakter szkoły nie oznaczał, że nie uczęszczali do niej Polacy. Wśród absolwentów gimnazjum można znaleźć tak wybitne osobistości jak Władysław Niegolewski, Tadeusz Perkitny, Leon Mroczkiewicz czy Stanisław Motty, a wśród nauczycieli Karol Libelt czy Józef Łukaszewicz. Po upadku tego zakładu po I wojnie światowej uczyły się tu jeszcze przez 2 lata malejące stopniowo grupy młodzieży niemieckiej z różnych poznańskich zakładów, aż wreszcie i te na przełomie 1922/23 odeszły, znalazłszy w Poznaniu inne lokum.

### Początki polskiego szkolnictwa w Poznaniu
W latach 1921/1922 państwowe średnie szkolnictwo składało się z 8-klasowych, męskich gimnazjów: Św. Marii Magdaleny, Bergera i Karola Marcinkowskiego. Wszystkie te zakłady miały własne gmachy, ale w każdym z nich brakowało miejsca na rosnąca frekwencję młodzieży polskiej. Właśnie z powodu braku miejsca przeniesiono z gimnazjum Św. Marii Magdaleny 6 oddziałów na tymczasowy pobyt do gmachu gimnazjum Bergera. Oddziały te nie były w żaden sposób samodzielne. Jednak po roku postanowiono wyodrębnić i utworzyć samoistna jednostkę. Nowa szkoła otrzymała na siedzibę wynajętą na dwa lata połowę gmachu na rogu ulic Stromej i Różanej. 1 września 1921 rozpoczął się rok szkolny w Państwowym Gimnazjum w Poznaniu na Wildzie, uroczystość oficjalnego otwarcia odbyła się 12 października 1921 r. Wkrótce liczba uczniów wildeckiego gimnazjum znacznie przekroczyła początkowe 6 oddziałów. Pobyt gimnazjum na Wildzie trwał jednak tylko dwa lata. Na rok szkolny 1922/23 upadające gimnazjum niemieckie – fryderykowskie, przy ulicy Strzeleckiej opuściło swój gmach przenosząc się do budynku w pobliżu Kościoła Bożego Ciała w Poznaniu na ulicy Krakowskiej (obecne VI Liceum Ogólnokształcące im. Ignacego Jana Paderewskiego). Wtedy to dyrektor wildeckiej szkoły otrzymał zlecenie nadzoru nad opuszczonym gmachem fryderykowskim. Jesienią 1922 r. rozpoczęły się prace przysposabiające budynek poniemiecki dla polskiej szkoły. Przy aktywnej pomocy rodziców, którzy zawiązali się w pierwszy w Poznaniu stały Komitet Rodzicielski w budynku wykonano konieczne prace. Rankiem wiosennego dnia 1923 r. dzwonek przerwał naukę na Wildzie. Uczniowie zabrali drobniejsze sprzęty i pomoce naukowe i idąc ulicami Łąkową i Strzałową weszli do odnowionego gmachu.

### Wybór patrona
Na pierwszym zebraniu Komitetu Rodzicielskiego jeden z rodziców, Bolesław Kliszyński zapytał: – „Panie dyrektorze, a jak teraz będzie się nazywało to nowe gimnazjum, bo przecież straci ono swój tytuł „na Wildzie„” Dyrektor nie śmiał proponować, ani uzasadniać nazwy zakładu, zdając to wyłącznie na wolę społeczeństwa. – „A którego patrona religijnego czci młodzież zakładu obecnie?” – zapytał wymieniony ojciec – „Św. Jana Kantego” – brzmiała odpowiedź dyrektora. „A niechże się nazywa ten zakład imieniem św. Jana Kantego”. Propozycję tę przyjęto jednomyślnie i wkrótce (8 czerwca) nowa nazwa została zatwierdzona przez Ministerstwo Oświaty. 5 maja 1923 r. szkoła otrzymała sztandar poświęcony przez ks. prymasa kardynała E. Dalbora.

### Lata międzywojenne
W latach 1920–1933 szkoła była ośmioletnim gimnazjum o profilu humanistycznym, które od 1933 r., zostało przekształcone w szkołę dwustopniową: czteroklasowe gimnazjum i dwuklasowe liceum utrzymując profil humanistyczny. Do 1939 roku mury szkoły opuściło ok. 600 absolwentów, wśród których znalazły się postacie wybitne jak chociażby hm. Florian Marciniak – twórca i pierwszy naczelnik Szarych Szeregów (upamiętnia go tablica na froncie budynku odsłonięta 29 listopada 1986). Do szczególnych osiągnięć tego okresu należy zaliczyć: uruchomienie pracowni robót ręcznych, wybudowanie schroniska w Lipnicy Wielkiej i utworzenie Towarzystwa Przyjaciół Młodzieży Państwowego Gimnazjum im św. Jana Kantego w Poznaniu. W 1939 roku wybuch II wojny światowej przerwał działalność gimnazjum.

### Lata powojenne
Dopiero 24 kwietnia 1945 roku szkoła wznawia działalność. Zmienia się jednak sytuacja polityczna w kraju i zmienia się również oblicze ideowe szkoły. 22 września 1950 r. szkoła otrzymała imię Marcina Kasprzaka. W tym czasie szkoła przeobraża się czteroletnie III Liceum Ogólnokształcące.
Do roku 1967 liceum było szkołą męską, która w tym roku została zmieniona w koedukacyjną. W 1970 roku Kuratorium nadaje szkole profil matematyczno-fizyczny. Z ważnych wydarzeń szkolnych należy wymienić: oddanie w roku 1955 do użytku zniszczonej podczas II wojny sali gimnastycznej, odznaczenie szkoły w 1960 r. Honorową Odznaką Miasta Poznania, a w roku 1966 Odznaką Tysiąclecia Państwa Polskiego, w 1967 wręczenie sztandaru ufundowanego przez Zarząd Okręgu ZBoWiD, odznaczenie w 1970 r. Szczepu Drużyn im. Floriana Marciniaka Złotym Krzyżem za Zasługi dla ZHP.

### Historia najnowsza
Istotne zmiany w III Liceum nastąpiły po roku 1989. 13 lutego 1990 roku uchwałą Rady Pedagogicznej przywrócono Liceum imię św. Jana Kantego, Odnaleziono również dawny sztandar, który obecnie ponownie jest sztandarem szkolnym. Od 1992 roku III Liceum Ogólnokształcące im. św. Jana Kantego funkcjonuje w ramach Zespołu Szkół Ogólnokształcących nr 3 razem z III Liceum Ogólnokształcącym dla Dorosłych.
Szkoła współpracuje z poznańskimi uczelniami, w ramach których uczniowie biorą udział w zajęciach akademickich z przedmiotów rozszerzonych. III Liceum odnosi też sukcesy sportowe, zwłaszcza w siatkówce. Prężnie działa również Klub Debat, który miał okazję zbierać laury w turniejach lokalnych i krajowych.
Poznańska Trójka słynie ze swoich kibiców. W 2014 roku powstała grupa kibicowska 3LO Ultras Crew, która aktywnie wspierała swoje drużyny sportowe. Grupa zakończyła działalność w 2017 roku. Natomiast w 2022 r. powstała grupa Trójka Ultras, która kontynuuje tę szkolną tradycję. Grupa prowadzi zoorganizowany doping na meczach swoich drużyn, wywiesza flagi, transparenty oraz prezentuje oprawy, czym zbiera zainteresowanie wśród poznańskiego środowiska szkół średnich.
Absolwenci Trójki w sposób znaczący zasilają grona studentów Politechniki Poznańskiej, Uniwersytetu im. Adama Mickiewicza, Uniwersytetu Medycznego i innych uczelni. Dewizą szkoły jest rozwój intelektualny ucznia zgodnie z maksymą „Per aspera ad astra” (Przez trudy do gwiazd).

## Miejsce w rankingach
Miejsce w rankingu liceów sporządzanym przez portal WaszaEdukacja.pl
- 2019 – 7. miejsce w Poznaniu
- 2018 – 6. miejsce w Poznaniu
- 2017 – 7. miejsce w Poznaniu

## Nauczyciele
- Rafał Obojczyk
- Bolesław Grajeta (1895–1970) – polski modelarz lotniczy, organizator sportu lotniczego, członek organizacji podziemnych w czasie II wojny światowej
- Marian Jaroczyński (1819–1901)
- Janina Kamińska (1903-1996) – pedagog, doskonały organizator, pierwsza powojenna dyrektorka VII Liceum im. Dąbrówki w Poznaniu, długoletnia nauczycielka III Liceum im. M. Kasprzaka (wcześniej i obecnie Jana Kantego) w Poznaniu, przełożona Fraterni Poznańskiej III Zakonu św. Dominika, odznaczona Krzyżem Kawalerskim Orderu Polonia Restituta
- Bogusława Latawiec (1939–2001)
- Karol Libelt (1807–1875)
- Hermann Loew (1807–1879) – entomolog, nauczyciel matematyki i historii naturalnej
- Józef Łukaszewicz (1799–1873) – historyk, dziennikarz, bibliotekarz, wydawca, działacz naukowy
- Jan Kanty Noryśkiewicz (1876–1961) – katecheta, doktor teologii, w późniejszym okresie kanonik kapituły metropolitalnej; uczestniczył w reorganizacji szkoły w duchu polskim po 1918 roku; odznaczony Złotym Krzyżem Zasługi[5]
- Wacław Zembrzuski (1912–1976) – w latach 1952–1968 dyrektor szkoły, pedagog i organizator Uniwersytetu Powszechnego po II wojnie światowej, odznaczony Krzyżem Kawalerskim Orderu Odrodzenia Polski
- Andrzej Stępień
- doktor rehabilitowany Jakub Struś

## Absolwenci
W XIX wieku
- Władysław Niegolewski (1819–1885) – polityk, prawnik, powstaniec styczniowy;
- Stanisław Motty (1826–1900) – polski działacz społeczny i polityczny, prawnik;
- Zygmunt Gorgolewski (1845–1903) – polski architekt, przedstawiciel historyzmu;
- Franz Xavier Scharwenka (1850–1924) – polsko–niemiecki pianista i kompozytor.
- Alfred Denizot (1873–1937) – polski fizyk, specjalista od geometrii wykreślnej;
- Ireneusz Wierzejewski (1881–1930) – polski ortopeda, profesor Uniwersytetu Poznańskiego, senator II RP, generał brygady Wojska Polskiego;

W XX wieku
- Jan Sokołowski (1899–1982) – polski zoolog i ornitolog, profesor Uniwersytetu Poznańskiego;
- Wiesław Antoni Szczerbiński – (1900 – 1972) – leśnik, myśliwy, profesor Wyższej Szkoły Rolniczej w Poznaniu.
- Lech Działoszyński (1912–2014) – biochemik i lekarz;
- Zbigniew Zakrzewski (1912–1992) – ekonomista, profesor Akademii Ekonomicznej w Poznaniu, znawca i miłośnik dziejów Poznania;
- Florian Marciniak (1915–1944) – naczelnik Szarych Szeregów;
- Stanisław Jasnosz (1921–1988) – kurator Muzeum Archeologicznego w Poznaniu;
- Zygmunt Bauman (1925–2017) – socjolog i filozof;
- 1947 – Andrzej Ryżyński (1926–2017) – polski inżynier, profesor nauk technicznych, rektor Politechniki Poznańskiej;
- Hubert Wagner (1941–2002) – polski siatkarz i trener siatkarski;
- Jerzy Smorawiński (ur. 1942) – profesor i rektor Akademii Wychowania Fizycznego w Poznaniu, senator IV i V kadencji;
- Jerzy Baksalary (1944–2005) – polski matematyk, profesor Uniwersytetu Zielonogórskiego;
- Jacek Matuszewski (ur. 1946) – prawnik i historyk, profesor Wydziału Prawa i Administracji Uniwersytetu Łódzkiego;
- Marek Obarski (1947–1997) – poeta, prozaik, tłumacz[6]
- Roman Kurkiewicz (ur. 1962) – dziennikarz, publicysta[7];
- Łukasz Wierzbicki (ur. 1974) – autor książek dla dzieci, redaktor, podróżnik;
- Michał Wojciechowski (ur. 1974) – wioślarz, olimpijczyk z Sydney[8].